# Bouhachana
Bou Hachana (în arabă بوحشانة) este o comună din provincia Guelma, Algeria.
Populația comunei este de 5.596 de locuitori (2008).